# Nelson Divrassone
Nelson Daniel Divrassone (ur. 20 czerwca 1993 w Milange) – mozambicki piłkarz grający na pozycji pomocnika. Od 2022 jest zawodnikiem klubu UD Songo.

## Kariera klubowa
Swoją karierę piłkarską Divrassone rozpoczął w klubie UD Domué. W 2014 roku zadebiutował w jego barwach w drugiej lidze mozambickiej. W 2015 roku grał w 1º de Maio de Quelimane. W połowie roku odszedł do CD Costa do Sol, w którym występował do końca sezonu 2021. Wywalczył z nim mistrzostwo Mozambiku w sezonie 2019, dwa wicemistrzostwa w sezonach 2015 i 2017 oraz dwa Puchary Mozambiku w sezonach 2017 i 2018. W 2022 roku został zawodnikiem UD Songo. W sezonie 2022 został mistrzem kraju.

## Kariera reprezentacyjna
W reprezentacji Mozambiku Divrassone zadebiutował 25 października 2015 w zremisowanym 1:1 meczu Mistrzostw Narodów Afryki 2016 z Zambią, rozegranym w Matoli.